# Famille de Valori
Cette page explique l’histoire ou répertorie les différents membres de la famille de Valori.
Pour les articles homonymes, voir Valori (homonymie).
La famille de Valori ou de Valory est une famille noble de Florence, dont une branche s'établit en France au XIVe siècle et compte parmi ses membres plusieurs généraux français.

## Histoire
Plusieurs de ses membres sont grands-gonfalonniers (chefs du gouvernement), magistrats ou ambassadeurs de la république florentine. Une branche de cette famille s'établit en France au XIVe siècle et y compte plusieurs personnalités, notamment dans le domaine militaire et diplomatique,.

## Personnalités
Cette famille compte notamment les personnalités suivantes :  
- Francesco Valori (it) (1439-1498), quatre fois gonfalonnier de la république florentine.
- Baccio Valori (mort en 1537), homme politique et condottiere florentin.
- Baccio Valori le jeune (1535-1606), écrivain, humaniste et politicien italien, président de l'Académie du dessin de Florence.
- Guy Louis Henri de Valory (1757-1817), général de la Révolution et du Premier Empire.
- Henri-Zozime de Valori (1786-1859), écrivain.

## Généalogie
- Taldo de Valori, époux de Françoise Bardi
  - Nicolas de Valori, auteur de la Branche restée en Italie
  - Gabriel II de Valori, époux de Marguerite de Trans, auteur de la Branche de l'Anjou et de la Mayenne
    - Barthélemy de Valori, époux de Césarée d'Arlatan, chevalier de l'Ordre du Croissant,  duc de Gaète, marquis de Lecce, seigneur de Marignane, de Martigues et des Iles-d'Or
      - Gabriel III de Valori, chevalier de l'Ordre du Croissant, (1412-1469), baron de Châteaurenard, seigneur de Marignane, de Martigues, de Rognac, d'Eguilles
      - Louis de Valori, époux de Catherine de Brisay
      - Georges de Valori, époux de Antoinette Le Roux
        - 
          - Jean de Valori, époux de Renée de Champagne
            - Baudouin de Valori, époux d'Anne de Reillac
              - Jean de Valori, neveu du précédent, fils de Baudouin de Valori et d'Anne de Reillac, épousa Julienne de la Chaire à Soulgé-le-Bruant, où ses descendants se fixèrent, et fut tué à la Bataille de Coutras, le 18 octobre 1587[3].
                - Guy de Valori, fils de Louis de Valori, clerc et pourvu en 1592 du prieuré de la Ville-au-Moine, le garda jusqu'en 1603, alors que dès 1596 et 1597 il servait Henri IV au Siège de la Fère et au Siège d'Amiens, puis à la réduction de la Bretagne. Il épousa enfin Anne de Goué, dame de la Pommeraie en Fontaine-Couverte, acheta la Motte de Soulgé, où il fit bâtir le Château de la Motte-Valory, fut gentilhomme de la chambre du roi sous Henri IV et Louis XIII, chevalier de l'Ordre de Saint-Michel, se trouva encore à la journée des Ponts-de-Cé et mourut le 20 mai 1657[3]. Il est l'époux d'Anne de Goué.
                  - Louis de Valori, époux de Marie de la Chapelle, puis époux de Marie de Fossay
                  - Brandelis de Valori, fils puîné de Guy de Valori, fut aussi clerc et prieur de la Ville-au-Moine, quitta la cléricature à la mort sans enfants de son aîné, 1651, épousa le 13 mai 1653 Marie de la Hautonnière, puis, veuf avant 1664, devint curé de Montourtier, 1664-1672, et mourut en 1690. Ses enfants s'établirent à Argentré-du-Plessis[3].
                    - Philibert-Emmanuel de Valori, époux de René de Marcillé
                      - Paul-Gervais de Valori, marié en 1703 à Renée-Charlotte du Plessis d'Argentré
                        - Charles-Paul-Eugène de Valori, époux de Gabrielle-Anne d'Auray
                          - Eugène-Gabriel de Valori, , capitaine au régiment de Monsieur-dragon, époux de Marguerite-Renée Compoint[4]
                            - Alphonse-François de Valori, époux d'Anne-Joséphine Le Noble
                              - Joseph-René de Valori, époux de Suzanne-Adélaïde-Eugénie Dupontlangrais

                        - Jean-Jacques-Baptiste de Valori[5], mort à Ingolstadt vers 1743, de ses blessures, a pour héritier Charles-Paul-Eugène, seigneur de la Pihoraie[3]
                        - François-Marie de Valori, chanoine de Lille, dit l'abbé de la Pommeraie, abbé de Saint-Gildas-des-Bois, 1763-1790[3].

                      - Alexis-Marie de Valori, époux de Marie-Catherine Poisson. La Marquise de Sévigné le tieint sur les fonts le 7 juillet 1685.
                        - Marie-Catherine de Valori, épouse de Louis-Henri de Ghaisne de Bourmont
                          - Louis Marie Eugène de Ghaisne, seigneur de Bourmont, de Freigné et de La Cornouaille, époux de de Joséphine Sophie Marie de Coutances
                            - Louis Auguste Victor de Ghaisne de Bourmont

                    - Anne-Marie de Valori, épouse de François des Nos
                      - Joseph-Anne-Hyacinthe des Nos

                  - Charles de Valori, frère de Brandelis de Valori, dont la veuve, Catherine Leliepvre, meurt à Soulgé-sur-Ouette, âgée de plus de 90 ans, le 2 octobre 1717, est auteur de la branche de la Motte.
                    - Charles de Valori (1658-1734, fils du précédent), lieutenant général et ingénieur militaire français sous Louis XIV, épouse le 23 juin 1679 Marie-Catherine Vollant, fille de l'ingénieur et architecte Simon Vollant (1622-1694)
                      - Paul Frédéric Charles de Valori, né en 1682, prêtre, chanoine, théologal de Saint-Pierre de Lille, abbé commendataire de Sauve, doyen de Lille.
                      - Charles Antoine Simon de Valori, né en 1683, capitaine, ingénieur en chef à Cambrai, chevalier de Saint-Louis.
                      - Charles Alexandre de Valori, né en 1689, religieux à l'abbaye Saint-Vaast d'Arras, prévôt d'Angicourt.
                      - Louis Guy Henri de Valori (1692-1774, fils de Charles), lieutenant général, ambassadeur, épouse le 24 juillet 1721 Henriette Françoise Le Camus, veuve d'Alphonse Germain de Guérin de Moulineuf, lieutenant tué à Fribourg.
                        - Henriette Louise Aimée de Valori, née en 1722.
                        - Joseph Guy César de Valori, né en 1723.
                        - Marie Florence de Valori, qui épouse en 1751 Etienne François de Masin de Bouy (1702-1786).

                      - Jean de Valori, né en 1694, prêtre, chanoine de Lille.
                      - Joseph de Valori, frère jumeau de Jean, né en 1694, mort en bas âge.
                      - Jules Hippolyte, né en 1696, capitaine d'infanterie au régiment de la Marine.
                      - Une fille, morte en bas âge.
                      - Louise Aimée de Valori.

            - Louis de Valori[3], fils de Jean de Valori et de Renée de Champagne, conseiller et aumônier de Charles IX, protonotaire apostolique, fut prieur de la Futaie, vicaire général de l'abbé de Saint-Florent de Saumur, prieur de Monnais, abbé de Quimperlé, 1566, et assista aux États de Bretagne en 1573[3].

## Possessions
- Palais Valori-Altoviti, actuellement « Palais des Visages », ancienne demeure de Florence.
- Palazzo Valori et Palazzo Valori-Bartolini, autres anciennes demeures de Florence.
- Baronnie de Châteaurenard, possession française.
- Château de Cambes-en-Plaine (Calvados).
- Hôtel de Valori, hôtel particulier à Aix-en-Provence, siège local de la Banque de France, avec la fontaine de l'hôtel de Valori, inscrite monument historique[6].
- Château d'Aumeville (Manche) - Aumeville-Lestre)
- Château de la Motte-Valory à Soulgé-sur-Ouette en Mayenne

## Noms dérivés
- (12687) de Valory, astéroïde de la ceinture principale, du nom du général et ambassadeur Louis Guy Henri de Valori.

### Fonds d'archives
Les papiers personnels de la famille de Valori sont conservés aux Archives nationales sous la cote 597AP (Voir la notice dans la salle des inventaires virtuelle des Archives nationales).